# アエミリウス氏族

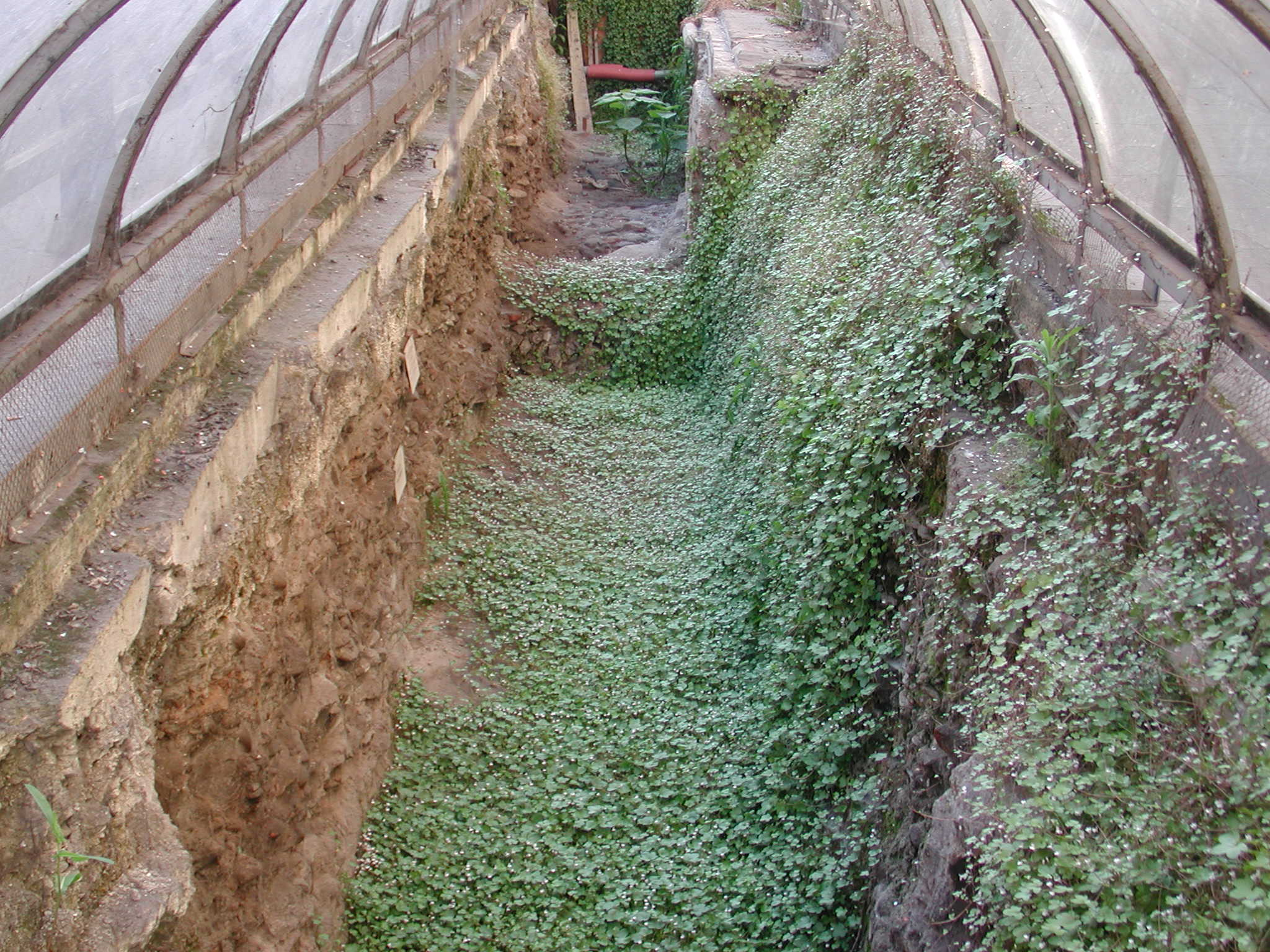
レッジョ・エミリアに残るエミリア街道

アエミリウス氏族（ラテン語: Gens Aemilia）は、古代ローマの氏族のひとつ。
共和政ローマ初期から執政官を輩出したパトリキ系の家系である。

## 概要
共和政前期に独裁官を出したマメルキヌス家はその後も執政官や執政武官を輩出している。その後も様々な家系で執政官を出しており、特にパウルス家は第二次ポエニ戦争よりコルネリウス氏族スキピオ家とは親密な間柄であり、ともに血縁関係を通じて元老院で中心的な存在となった。小スキピオのようにアエミリウス氏族からスキピオ家へと養子に出た例もあった。
エミリア街道はそれを建設したマルクス・アエミリウス・レピドゥスに由来し、エミリア＝ロマーニャ州、レッジョ・エミリア県、その県都レッジョ・エミリア、モンテッキオ・エミーリアなどもその系譜である。
またエミール、エミリオ、エミリー、エミリア、マクシミリアンといった人名もこの氏族に由来する。

## メンバー

### マメルクス家
- マメルクス・アエミリウス
  - ルキウス・アエミリウス・マメルクス, 紀元前484年の執政官。その後二度務めている
    - ティベリウス・アエミリウス・マメルクス, 紀元前470年の執政官。前467年にも

### マメルキヌス家
- マルクス・アエミリウス
  - マメルクス・アエミリウス・マメルキヌス, 紀元前437年の独裁官、生涯に3度独裁官を務めている
    - マニウス・アエミリウス・マメルキヌス, 紀元前410年の執政官
    - ルキウス・アエミリウス・マメルキヌス (紀元前391年の執政武官), その後5度務めている
      - ルキウス・アエミリウス・マメルキヌス, 紀元前366年の執政官。前363年にも
        - ルキウス・アエミリウス・マメルキヌス・プリウェルナス, 紀元前341年の執政官。前329年にも
- ティベリウス・アエミリウス
  - ティベリウス・アエミリウス
    - ガイウス・アエミリウス・マメルキヌス, 紀元前394年の執政武官。前391年にも
- ティベリウス・アエミリウス・マメルキヌス, 紀元前339年の執政官

### パプス家
- マルクス・アエミリウス・パプス, 紀元前321年の独裁官。選挙管理のために選出
- ルキウス・アエミリウス
  - グナエウス・アエミリウス
    - クィントゥス・アエミリウス・パプス, 紀元前282年の執政官。前278年にも
      - ルキウス・アエミリウス・パプス, 紀元前225年の執政官
- マルクス・アエミリウス・パプス, 紀元前210年に死去したクリオ・マクシムス
- ルキウス・アエミリウス・パプス, 紀元前205年のプラエトル。シキリア担当

### バルブラ家
- ルキウス
  - クィントゥス
    - クィントゥス・アエミリウス・バルブラ, 紀元前317年の執政官。前311年にも
      - ルキウス・アエミリウス・バルブラ, 紀元前281年の執政官
        - マルクス・アエミリウス・バルブラ,紀元前230年の執政官

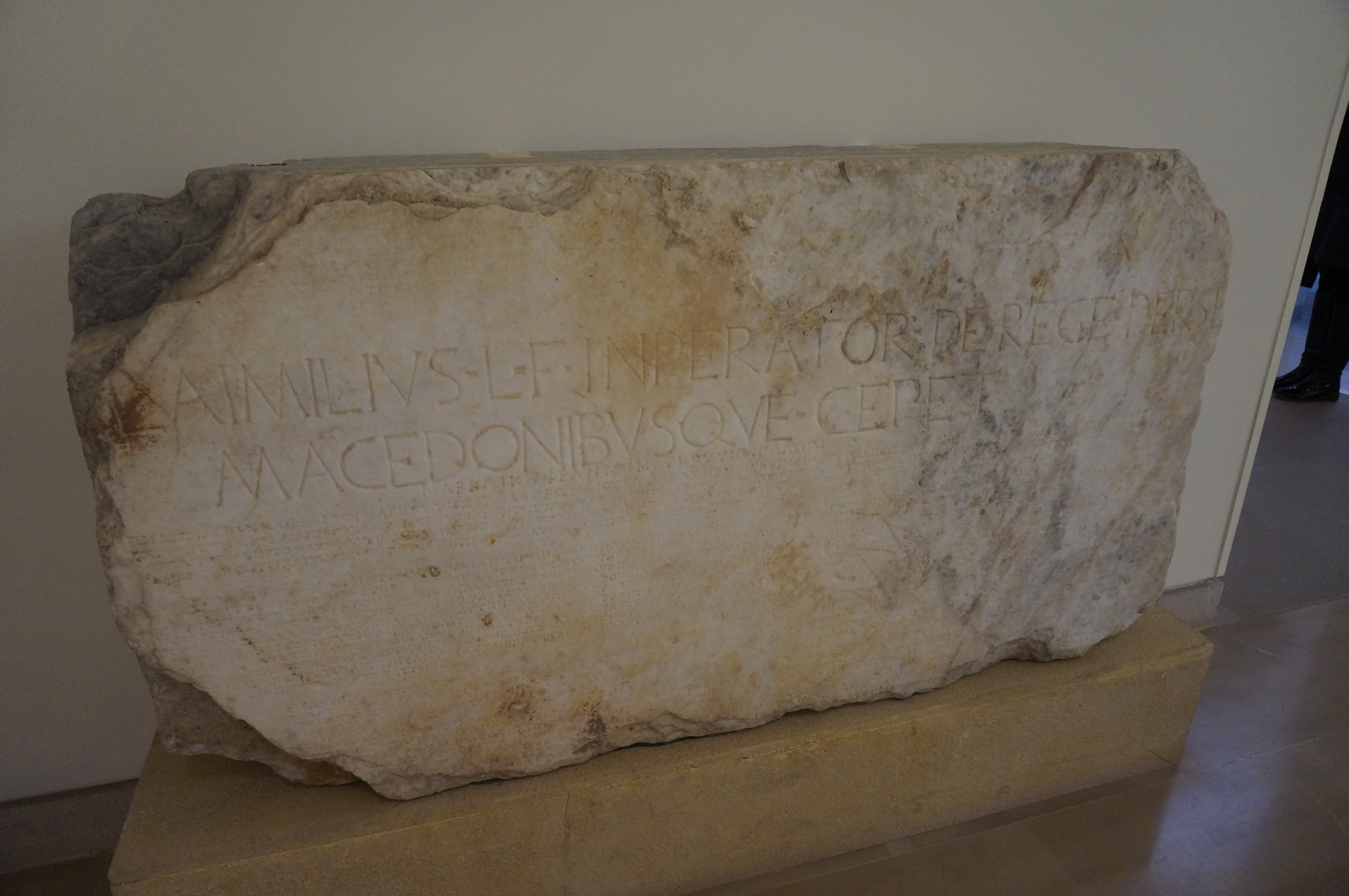
マケドニクスのピュドナの戦い (紀元前168年)での勝利を記録した碑文

- マルクス・アエミリウス・バルブラ, 紀元前285年の独裁官

### パウッルス家
- ルキウス・アエミリウス
  - ルキウス・アエミリウス
    - マルクス・アエミリウス・パウッルス (紀元前302年の執政官)
      - マルクス・アエミリウス・パウッルス (紀元前255年の執政官)
        - ルキウス・アエミリウス・パウッルス, 紀元前219年の執政官。前216年にも就任し、カンナエの戦いで戦死

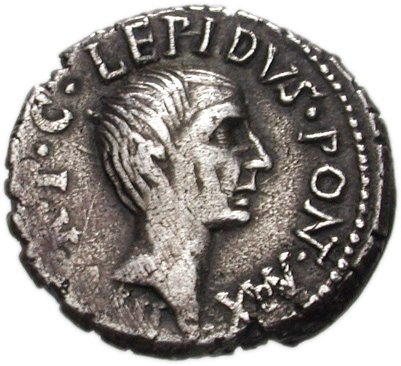
マルクス・アエミリウス・レピドゥスを刻んだデナリウス銀貨

          - アエミリア・テルティア（英語版）, 大スキピオの妻
          - ルキウス・アエミリウス・パウッルス・マケドニクス, 紀元前182年の執政官。前168年にも
            - プブリウス･コルネリウス・スキピオ・アエミリアヌス, コルネリウス氏族の養子に入る。紀元前147年の執政官。小スキピオ
            - クィントゥス・ファビウス・マクシムス・アエミリアヌス, ファビウス氏族の養子に入る。紀元前145年の執政官
            - テルティア, 大カトの息子に嫁ぐ
- クィントゥス
  - マルクス
    - ルキウス・アエミリウス・レピドゥス・パウッルス，紀元前50年の執政官

### レピドゥス家
- マルクス・アエミリウス・レピドゥス (紀元前285年の執政官)
  - マルクス・アエミリウス・レピドゥス (紀元前232年の執政官), 父、祖父共にマルクス
    - マルクス
      - マルクス・アエミリウス・レピドゥス (紀元前187年の執政官), 父、祖父共にマルクス。前175年にも
        - マルクス・アエミリウス・レピドゥス, 紀元前190年のトリブヌス・ミリトゥム。マグネシアの戦いに参加。ローマ軍の全面崩壊を防いだ
          - マルクス・アエミリウス・レピドゥス・ポルキナ, 父、祖父共にマルクス。紀元前137年の執政官
          - クイントゥス
            - マルクス・アエミリウス・レピドゥス (紀元前78年の執政官), 
              - マルクス・アエミリウス・レピドゥス, 第二回三頭政治の一人
              - ルキウス・アエミリウス・レピドゥス・パウッルス，紀元前50年の執政官
                - パウッルス・アエミリウス・レピドゥス，紀元前34年の補充執政官
                  - ルキウス・アエミリウス・レピドゥス・パウッルス, 西暦1年の執政官、アグリッパの娘ユリアの夫）
                  - マルクス・アエミリウス・レピドゥス, 西暦6年の執政官
- マニウス・アエミリウス・レピドゥス・ヌミダ, 紀元前236年の十人委員会
- マルクス・アエミリウス・レピドゥス, 紀元前213年のプラエトル
- マルクス・アエミリウス・レピドゥス (紀元前158年の執政官), 父、祖父共にマニウス
- マルクス・アエミリウス・レピドゥス (紀元前126年の執政官),
- マニウス・アエミリウス・レピドゥス，紀元前109年頃の貨幣鋳造三人委員
- マメルクス
  - マメルクス・アエミリウス・レピドゥス・リウィアヌス，紀元前77年の執政官
- マニウス
  - マニウス・アエミリウス・レピドゥス, 紀元前66年の執政官
- プブリウス
  - プブリウス・アエミリウス・レピドゥス，紀元前43年頃のプロクァエストル
- クィントゥス・アエミリウス・レピドゥス，紀元前21年の執政官

### レギッルス家
- マルクス・アエミリウス・レギッルス, 紀元前217年の首都プラエトル
- ルキウス・アエミリウス・レギッルス, 紀元前190年のプラエトル

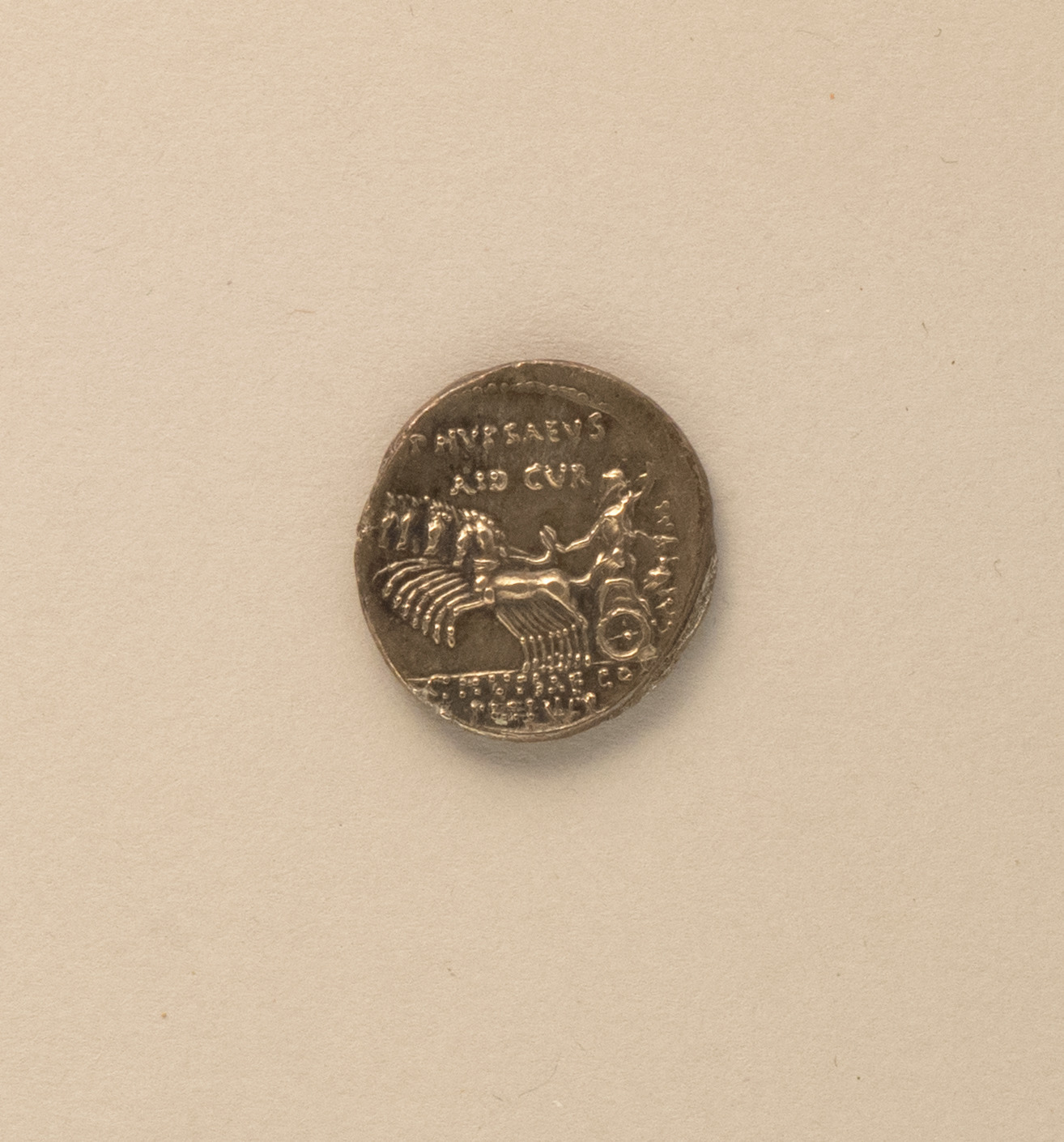
紀元前58年、アエディリス・クルリスだったマルクス・アエミリウス・スカウルスが行った競技会を刻んだデナリウス銀貨

### スカウルス家
- ルキウス・アエミリウス・スカウルス, 紀元前190年のレガトゥス
  - マルクス・アエミリウス・スカウルス
    - マルクス・アエミリウス・スカウルス, 紀元前115年の執政官
- マルクス・アエミリウス・スカウルス (紀元前56年のプラエトル)

### その他
- マルクス・アエミリウス, 紀元前349年の執政官とする説がある
- アエミリア，紀元前113年までウェスタの処女を務めた
- ルキウス・アエミリウス・ブカ，紀元前44年頃の貨幣鋳造三人委員